# 경성고등연예관

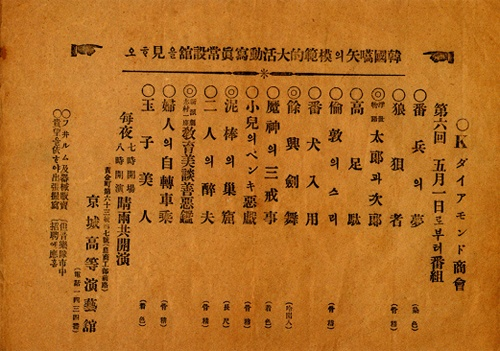
경성고등연예관 전단지 (1910년)

경성고등연예관(京城高等演藝館)은 1910년 2월 18일 경성부 황금정 (현 을지로2가)에 개관한 조선 최초의 상설영화관이다. 일본인이 운영하는 영화관으로서 조선인과 일본인 관객을 모두 수용하였다. 소유권이 수차례 넘어가기를 반복하다 1914년 소유주가 '세계관'으로 명칭을 바꾸면서 사라졌다. 

## 역사

### 개업과 내부시설
1910년 2월 18일, 경성고등연예관은 활동사진 상설관으로는 조선에서 가장 먼저 만들어졌다. 위치는 현재의 을지로2가 외환은행 본점 옆 자리인 황금정 63통 7호에 자리 잡고 있었다. 1911년 8월경 황금정 도로확장으로 건물이 헐리게 되자 황금정 3번지로 장소를 옮겨 다시 신축되었다. 
경성고등연예관을 소유하고 있던 인물은 영화배급사였던 K다이아몬드사와 관련 있던 가네하라 긴조(金原金藏)였다. 내부는 이른바 ‘기석’(奇席)이라는 일본식이었고, 2층은 다다미, 아래층 객석은 긴 의자로 배치하였다. 수용인원은 4~5백명 정도였고, 건물의 외관이나 내부 설비를 현대적으로 구비하였다. 또한 ‘요시자와(吉澤)상점’에서 활동하고 있던 일본 영사기사를 영화상영을 위해 고정배치 하였고, 프랑스 파테 사의 영사장비를 갖추고 있었다.

### 운영
현대적 시설을 갖춘 탓에 경성고등연예관의 입장료는 이전의 다른 극장들에 비해 큰 폭으로 인상되었는데 특등석은 1원을 받았다. 이 요금은 극장 입장료로서는 가장 비싼 것이었다. 그러나 이같이 비싼 입장료에도 불구하고 경성고등연예관의 영화상영은 상당한 인기를 얻었다. 경성고등연예관의 대중적 인기가 높아지고 사회적으로 관심거리가 되자 고종황제가 이들을 궁내로 초대해 정부관리와 황실 인사들과 함께 영화를 관람하고, 극장주 와다나베에게 하사금을 주어 격려하기도 했다. 황제가 일반극장의 영사시설을 궁내로 불러들여 영화를 관람하고 극장 주인에게 하사금까지 주었다는 것은 대단히 이례적인 일이었다. 그만큼 경성고등연예관은 당시 서울에서 사회적 관심의 대상으로 부각되고 있었다는 것을 뜻하는 것이다.
또한 당시 언어와 정서 차이로 조선인과 일본인 극장이 구분되던 시절에 두 관객을 모두 수용하는 식으로 경영이 이루어졌다. 변사 역시 일본인과 조선인이 번갈아서 영화를 설명하는 식으로 필름을 영사하였다. 1911년에는 일본인 유도선수와 서양인 권투선수가 시합하는 영화를 보며 각자의 편에서 응원하던 조선인과 일본인 관객이 흥분하여 싸우는 소요 사태가 벌어지기도 했다.
1912년 7월에는 『매일신보』의 평양지국개설을 기념하는 영화상영회를 평양에서 열기도 했는데, 이 행사 역시 상당한 인기를 모았다는 사실이 당시의 기록으로 확인되고 있다. 이 같은 인기를 바탕으로 경성고등연예관 측은 지방순회상영을 시도함으로써 영업의 범위를 넓혀나가기 시작했지만 그 같은 순회상영은 1912년 8월의 메이지 천황 사망을 계기로 곧 중단되었다.

### 폐업
경성고등연예관의 존속기간은 그리 길지 않았다. 1911년 8월경에 서울에서 영화장비의 판매와 영화제작, 극장운영 등의 사업을 시작한 금원상회(金原商會)가 경성고등연예관을 매입함으로써 경성고등연예관은 금원상회의 ‘연예관’에 흡수되었다. 영업상태가 양호하던 극장이 왜 매입되었는지는 알 수 없지만 ‘금원상회’로 소유권이 넘어간 후에도 계속해서 영화상영극장으로 운영되다가, 1912년 7월 말경에 구리개 일대의 도로확장 공사가 진행되면서 건물 일부가 헐리게 되자 이를 계기로 건물을 헐어버리고, 그 자리에 새로운 건물을 지었다. 이에 따라 이 극장은 1913년 1월 1일부터 새로 개관하고 영업을 계속했으나 이듬해인 1914년에는 운영권이 다시 ‘대정관’(大正館)으로 넘어갔다.
경성고등연예관을 사들인 ‘대정관’은 이를 ‘제2대정관’으로 이름을 변경함으로써 ‘경성고등연예관’은 없어지고 말았다. 이때까지만 해도 ‘제2대정관’은 조선인을 상대로 운영되었으나, ‘대정관’과 ‘우미관’(優美館) 극장주들 사이에 사업적 협상이 맺어짐에 따라 ‘제2대정관’은 다시 ‘세계관(世界館)’이란 이름으로 바꾸고 영업대상도 일본인을 주로 상대하는 극장으로 전환시켰다.

## 의의
영화극장사적 측면에서 본다면 경성고등연예관은 존속기간은 비록 짧았지만 본격적인 영화전문극장으로는 첫 장을 열었으며 존속기간동안에는 상업적인 흥행의 중심지 역할을 함으로써 조선에 영화가 보급되는 과정에서 중요한 역할을 했다. 그러나 극장의 소유주가 일본인이며, 일본 자본에 의해 세워졌다는 사실은 일본인이 조선의 영화시장을 본격적으로 장악하기 시작했다는 것을 의미하는 것이기도 하며 ‘경성고등연예관’은 그것의 구체적인 경우라고 할 수 있는 것이다.
한편 우미관(優美館)의 설립에 대해 대부분의 연구자들이 잘못된 주장을 되풀이하고 있다. 김종원은 "1915년 경성고등연예관을 이어 받아 종로구 관철동에 벽돌 2층으로 개장한 우미관은..."(김지현 책임편집, 위의 책(한국영화사-개화기에서 개화기까지에서), 27쪽)이라고 기술하고 있으며, 이영일은 "고등연예관은 1916년에 우미관으로 개명했다." (이영일, 위의 책(한국영화전사), 48쪽)고 기술했다. 그러나 우미관은 1912년 12월 설립이 확인되고 있기에 위 연구자들의 주장은 사실과 다르다.

## 같이 보기
- 우미관
- 단성사